# Monocrotofòs
Monocrotofòs o Monocrotofós, en anglès:Monocrotophos, és un insecticida organofosforat. Presenta toxicitat aguda en el cas dels ocells com també en els humans. És un contaminant orgànic persistent, ha estat prohibit als Estats Units i en molts altres països.

## Usos
El monocrotofòs es fa servir principalment en l'agricultura, és un plaguicida relativament econòmic. Tanmateix s'ha fet servir molt com un sistema per a cometre suïcidi.
Es creu que el monocrotofòs és el contaminamt responsable de la catàstrofe d'un enveriment d'escolars a Bihar (Índia) el juliol 2013.

## Toxicitat

### Fauna silvestre
El seu ús mata ocells especialment els rapinyaires com els falcons

### Cardiotoxicitat
En un estudi recent, fet en rates de laboratori va ocasionar hiperglucèmia i dislipidèmia en la sang mostrant un efecte cardiotòxic.

### Efectes aguts
Indueixen apoptosi en mitocondris.